# 扎贝莱
扎贝莱是巴西帕拉伊巴州的一个市镇。总面积109.364平方公里，总人口1968人，人口密度18人/平方公里。